# مقاطعة كيرني (كانساس)
مقاطعة كيرني (بالإنجليزية: Kearny County)‏ هي إحدى المقاطعات في ولاية كانساس، الولايات المتحدة الأمريكية.